# Eduardo Barceló Llacuri
Eduardo Barceló Llacuri fue un político y militar español que luchó en la guerra civil española, alcanzando el rango de comandante de milicias y mandando las brigadas mixtas 50.ª y 141.ª. Llegó a ser miembro del Partido Comunista de España.

## Guerra civil

### Batalla de Guadalajara
En febrero de 1937 es jefe, ya con el rango de Comandante, de la 50.ª Brigada Mixta, que se encuentra en fase de organización en el frente de Guadalajara.
Al producirse el ataque italiano sobre Guadalajara (marzo de 1937), su unidad cubría la carretera general, y sufrió todo el golpe. La 50.ª Brigada se replegó hasta la llegada de refuerzos, pasando entonces a segunda línea, en Torija, para reorganizarse. Ante el avance italiano, Barceló y su brigada fueron de nuevo llamados a primera línea, participando en el contraataque integrada en la 12.ª División. El 25 de marzo es sustituido al frente de la brigada por el comandante Jiménez Durán, pasando Barceló a la Agrupación autónoma de Cuenca, acompañando así a su antiguo jefe de sector, Lacalle. Posiblemente participó en el ataque sobre Teruel en el sector de Albarracín a mediados de abril de 1937.

### Ofensiva de Zaragoza
Nombrado jefe de la 141.ª Brigada, está presente en la Ofensiva de Zaragoza (septiembre de 1937), apoyando a la XII Brigada Internacional frente a Villamayor de Gállego. Tras la batalla, y junto con otros militares procedentes de milicias, fue juzgado por el supuesto asesinato de soldados del POUM y de la CNT, aunque finalmente fue absuelto, posiblemente por presión de los comunistas.